# City Airways
City Airways (thailändisch ซิตี้แอร์เวย์) war eine thailändische Fluggesellschaft mit Sitz in Bangkok und Basis auf dem Flughafen Bangkok-Suvarnabhumi.

## Geschichte
Der Fluggesellschaft wurde von der thailändischen Luftfahrtbehörde (CAAT) aufgrund von schwerwiegenden Missachtungen des Arbeits- und Luftverkehrsrechts, die Betriebslizenz am 12. Februar 2016 entzogen. Außerdem war die Airline mit umgerechnet mind. 1 Million Euro Leasingkosten und Gehältern im Rückstand. Die Flugzeuge sollen nicht regelmäßig gewartet und unqualifiziertes Flugpersonal eingestellt worden sein.

## Flugziele
City Airways flog Ziele in Südostasien an.

## Flotte
Bis zur Einstellung des Betriebes nutzte City Airways folgende Flugzeugmuster:
- Boeing 737-400
- Boeing 737-800

2015 gab City Airways eine Bestellung von jeweils zehn Comac C909-700 und Comac C919 auf. Zu einer Auslieferung dieser Flugzeuge kam es nicht.